# 페탕크
페탕크(프랑스어: Pétanque, 뻬땅끄, 페땅끄)는 프랑스에서 시작된 구기운동이다. 경기장 위에 그린 서클을 기점으로 목표 나무 공에 금속 공을 서로 던지고 상대보다 근접하게 던지는 것으로 점수를 겨루는 스포츠이다.
페탕크는 공을 사용하는 불스포츠의 하나이다. 라파, 보체(보치아), 론볼 등과 같이 <자신의 공을 목표인 작은 공에 가까이 던져 놓는 것을 서로 겨룬다>(이 스포츠들은 공을 뜻하는 ‘불(boule)’을 사용하는 경기이므로 ‘불스포츠’라고 한다).
페탕크 경기는 쇠로 만든 공인 불(boules)을 상대방의 불보다 목표 공인 뷧(코쇼넷 cochonnette라고도 부름)에 더 가까이 위치시켜 점수를 내는 것이다. 선수는 서클을 땅 위에 그리거나 제작한 서클을 내려놓고 그 위에서 불을 던져 뷧에 가까이 붙이거나 상대의 불들을 쳐내어 점수를 낸다. 경기는 일반적으로 공원과 같은 공터의 평범한 평지에서 치르거나 ‘불로드롬(boulodrôme)라고 부르는 전용 실내구장에서 진행한다.
현재의 페탕크 경기 형태는 프랑스의 ‘프로방살 경기’에서 출발한 것으로, 1907년 또는 1910년 프랑스의 남부 지방 도시 라시오타(La Ciotat)에서 시작하였다. 특히, 페탕크라는 용어는 프랑스 남쪽 지방의 방언인 프로방살어의 페(발)와 탕카(고정하다)를 합친 표현으로 ‘두 발을 땅에 딛고 경기하는 것’을 뜻하는 조아페탕카(jo à pèd-tanca) 또는 페탕코(petanco)에서 유래했다. 다시 말해, 페탕크는 다른 불경기들과 달리 도약하지 않고, 서서 투구하는 특성을 갖는다.
현재 페탕크는 ‘세계페탕크와 프로방살경기협회(Federation Internationale de Pétanque et Jeu Provançal, FIPJP) 산하에 5개의 대륙연맹이 조직되어 있으며, 약 100여 개의 국가협회가 가입해 활동하고 있다. 2016년 말의 조사에 따르면 프랑스의 등록회원 수가 298,151명으로 프랑스에서 11번째에 해당하는 스포츠이며, 2017년 말 현재 모로코에서 베트남에 이르기까지 100여 개의 국가에 약 60만 명의 등록회원이 있다. 여기에 휴가 기간 등과 같이 비정기적으로 경기에 참여하는 사람들을 포함하면 페탕크 인구는 전 세계적으로 수백만 명을 넘는다고 말할 수 있다. 페탕크는 주로 남성들이 참가하는 스포츠로, 프랑스의 경우 등록회원 중 여성의 비율은 15% 미만이다. 그렇지만 혼성 경기를 운영하는 보기 드문 경기 중의 하나이다.
한국에서는 2018년에 설립한 ‘사단법인 한국불스포츠협회(KBSF, 회장 최영미)’가 세계협회인 FIPJP에 공식 가입하여 페탕크 보급과 발전, 전문 선수 육성, 학교 체육, 생활 체육으로의 확대를 위해 힘쓰고 있으며, 매주 정기 훈련과 매월 평가전을 실시하며 활동하고 있다. 2017년과 2018년에 이어 매년 전국 고교선수권대회를 개최하고 있으며, 2019년부터는 성인부 전국대회도 개최하고 있다, 또한, 2018년 인도에서 열린 아시아챔피언십에 대한민국 최초로 선수를 파견하였고, 2019년 3월에는 ‘홍콩 International Open’, 2019년 5월에는 스페인에서 개최한 ‘제 3회 세계 개인 및 2인조 선수권 대회’, 11월에는 캄보디아 프놈펜에서 열린 ‘17회 세계여성과 주니어선수권대회’에 선수를 파견하였다.

## 역사
불(boule, 현재 사용하는 쇠공의 모양을 한 물체를 지칭하는 용어)는 고대 그리스와 이집트 시대로부터 시작해서 로마제국과 중세를 거쳐 현재로 이어져 오고 있다.
프랑스의 경우는 갈리아(프랑스어로 골Gaul) 시대부터 행해진 것으로 알려지고 있다. 불은 초기에는 진흙으로 만들어 사용하다가 점차 나무나 무쇠를 사용한 불을 만들어 사용한 것으로 보인다. 중세시대의 문헌에는 ‘불뢰르(bouleur, 불선수)’가 등장하고 있으며, 불경기의 황금시대라 할 수 있는 르네상스 시기에는 귀족들을 중심으로 ‘비블로케(bibloquet)’나 ‘주드폼(jeu de paume 추후 테니스가 됨)’ 등의 불경기가 유행했다. 심지어 1629년 잘 알려지지 않은 이유로 불경기가 금지되기도 했지만 금지 명령은 거의 지켜지지 않았고 곧 부활하였다. 18세기에는 디드로와 알럴베르의 백과사전에서도 불경기가 언급되고 있다. 프랑스 대혁명 이후에는귀족만의 경기라는 특권이 폐지되어 다시 누구나 즐길 수 있는 경기로 합법화되었으며, 19세기에는 프랑스의 북쪽 지방에서 남쪽 지방까지로 전국으로 확산했다. 발자크는 ‘Ferragus(1833)’라는 작품에서 파리의 쌩마르코 구역에서의 불경기를 자세히 묘사하기도 한다.
19세기에 대부분의 프랑스 지방은 각각 나름의 규칙을 가지고 페탕크를 즐겼는데, 남쪽 지방의 프랑스 사람들은 규칙이 단순하고 경기 거리가 다소 긴 ‘프로방살 경기’에 열중했다. 이 경기는 경기장을 자유롭게 선택하였고, 불을 쳐낼 때 선수가 세 발자국의 도약을 하며 달려가며 투구할 수 있었다. 이런 장면은 마셀 파뇰이 영화 ‘나의 어머니의 저택(le Château de ma mère)’에서 자신의 어린 시절(사랑의 시기 le Temps des amours)로 묘사하고 있기도 하다.
1904년에는 알자스 지방 사람인 펠릭스 로프리취(Félix Rofritsch)라가 처음으로 ‘못을 박은 불(boules cloutées, 못 모양의 쇠를 나무에 박아서 만듬)를 “푸른 불 boules bleues”이라는 이름으로 마르세이유에 있는 파브르 fabres 거리에 소재한 자신의 공장에서 생산을 시작했다.
페탕크 경기는 1907년 라시오타(la Ciotat)라는 도시에서 일부 규칙을 바꾸어 시행한 역사적인 ‘프로방살경기’로부터 탄생했다. 즉, 류마치즘으로 자신이 좋아하는 경기를 할 수 없었던 ‘르누와르 Lenoir’라는 이름으로 불린 ‘쥘 위그 Jules Hugues’라는 프로방살경기 선수가 바닥에 원을 그리고, 코쇼넷을 5에서 6m의 거리에 던져 놓은 다음, ‘두 발을 바닥에 고정 pieds tanqués하고’ 불을 코쇼넷에 가까이 던지기 시작했다. 이는 ‘불 에뚜왈레(boule étoilée, 별 같은 불, 당시 유행한 ’못을 박은 불‘에 붙인 명칭) 카페’의 앞에서 이루어졌고, 카페의 주인은 에르네스트 피티오와 조제프 피티오 형제가 이 경기의 장점을 이해했고, 특히 에르네스트는 이를 적용해서 규칙화하였다. 그리고 1910년 라시오타에서 첫 번째 공식 경기 이후 페탕크라는 이름이 공식화되기 시작했다. 페탕크는 오크어(occitan)의 하나인 프로방스 지방어에서 온 것으로, 발을 뜻하는 페(pè)와 심다(고정하다)를 의미하는 피외(pieu)를 결합한 지방어인 ‘페탕크 방식으로(à pétanque)로 경기하다’ 또는 ‘페탕케 pés tanqués’라는 표현에서 나왔다. 즉 도약을 할 수 있었던 프로방살 경기와는 달리 두 발을 모두 땅에 딛고 경기하는 것을 의미한다.

이렇게 변경된 규칙들은 다음과 같다.
∎투구거리가 더 짧아졌다.
∎도약하지 않고 투구한다.
∎바닥의 서클에 두 발을 모두 디딘 상태에서 경기한다.
쇠공인 불이 처음 생산된 것은 1927년 Paul Courtieu에 의해서였다. 마르세이유의 생-보네-르-샤토 Saint-Bonnet-le- Château라는 곳에서 동과 알루미늄으로 주조하기 시작한 것으로, 현재 이곳에는 ‘세계페탕크와 불 박물관 Musée international pétanque et boules’이 소재하고 있다. 페탕크 규칙도 같은 해인 1927년 규정되었다. 하지만, 못을 박은 목재로 된 전통적인 불이 쇠로 된 불로 모두 대체된 것은 1930년에 이르러 쟝 블랑 Jean Blanc이 현재의 방식으로 불을 생산하기 시작하면서였다.
불스포츠 관련 첫 번째 공식 협회인 ‘le Clos Jouve’는 1850년 리옹에서 만들어졌고, 이어 1906년 ‘리오네즈지방협회’를 통해 1933년 ‘전국불스포츠협회’가, 그리고 1942년 ‘프랑스불스포츠협회(FFB)’가 만들어졌다. 당시 불경기에는 여러 가지 종류가 운영되고 있었는데, 프랑스불스포츠협회(FFB)의 전체를 주도하고 있었던 것은 여전히 ‘불리오네즈’였다.
그러나 1910년 이후 페탕크의 보급과 함께 프랑스의 불스포츠는 급격히 페탕크로 그 주류가 바뀌어 나갔으며, 이제 프랑스 불스포츠에서 가장 영향력 있는 경기 분야로 발전하였다. 그리고 1945년 7월 31일 약 10,000명의 회원으로 ‘프랑스 페탕크와 프로방살 경기협회 FFPJP’를 창설하면서 FFB의 프로방살 경기 분야와 분리되었다. 그리고 세계페탕크협회인 FIPJP가 1957년 벨기에 스파에서의 모임을 통해 1958년 3월 8일 마르세이유에서 창설되었다. 세계페탕크협회는 1985년에 불리오네즈협회(FIB), 보치아협회(CBI)와 함께 ‘세계불스포츠연맹(CMSB)’의 창설을 주도하였고, 1986년 국제올림픽위원회(IOC)로부터 승인을 받아 선도적 역할을 하고 있다. 2005년에는 프랑스 전통 스포츠인 페탕크가 프랑스 정부 ‘스포츠와 청년부’에 의해 “고급 스포츠 sport de haut niveau”로 지정을 받아 국가지정스포츠로 운영되고 있으며, 현재 30만명의 회원이 6,000개 이상의 클럽에서 할동하고 있다. 세계적으로는 100여개국 이상에 국가협회가 설립되어 있고, 60만명 이상의 회원이 매년 세계대회를 개회하며 함께 활동하고 있다. 1985년 이후 하계 올림픽종목 채택을 위해 계속 노력하고 있으며, 2024년 프랑스 파리 올림픽 이후 올림픽종목으로의 진입이 유력시되고 있다. 한편 동남아시아의 스포츠 축제인 SEA Games에서는 정식종목으로 실시 중이며, 아시안 게임 종목 채택을 위한 노력도 계속 진행하고 있다.
세계 선수권 대회는 2년마다 개최되는데, 남자 선수권 대회는 짝수 연도에, 여자 선수권 대회와 청소년 대회는 홀수 연도에 개최된다. 그 외에 가장 유명한 국제대회인 프랑스 마르세이유에서 매년 열리는 ‘몽디알 마르세이유(Mondial la Marseillaise à Pétanque)’에는 10,000명 이상의 참가자와 150,000명이 넘는 관중들이 참가하고 있다.
한국에서는 2018년에 설립한 ‘사단법인 한국불스포츠협회(KBSF, 회장 최영미)’가 세계협회인 FIPJP에 공식 가입하여 페탕크 보급과 발전, 전문 선수 육성, 학교 체육, 생활 체육으로의 확대를 위해 힘쓰고 있으며, 매주 정기 훈련과 매월 평가전을 실시하며 활동하고 있다. 2017년과 2018년에 이어 매년 전국 고교선수권대회를 개최하고 있으며, 2019년부터는 성인부 전국대회도 개최하고 있다, 또한, 2018년 인도에서 열린 아시아챔피언십에 대한민국 최초로 선수를 파견하였고, 2019년 3월에는 ‘홍콩 International Open’, 2019년 5월에는 스페인에서 개최한 ‘제 3회 세계 개인 및 2인조 선수권 대회’, 11월에는 캄보디아 프놈펜에서 열린 ‘17회 세계여성과 주니어선수권대회’에 선수를 파견하였다.

## 도구
∎금속(강철)으로 된 불, 지름이 70.5mm에서 80mm, 무게가 650g에서 800g. 청소년의 경우는 플라스틱이나 목재로 된 것도 권고함.
불은 담금질이 된 단단한 것으로 속이 비어 있고, 모래로 채우면 안 된다.
∎뷧이라고 부르는 목재로 된 작은 공(친근한 표현으로 오크어 보숑(bochon)에서 나온 코숑(cochon, 작은 불을 의미) 또는 코쇼넷(cochonnette, 작은 것을 의미)이라고도 함), 지름이 30mm임.

### 제작
강철 원기둥 한 덩이를 풀무질로 뜨겁게 달군 다음 디스크 판으로 성형하고, 이를 반구형으로 만든다. 이어 두 개의 반구를 용접하여 하나의 구를 만들어 둥글게 다듬는다. 밴딩 작업과 규격화 작업을 한 후에 담금질의 열처리와 재가열 과정을 거쳐 강도와 탄성을 조절한다. 마무리로 광택 작업 또는 도금이나 니스칠을 하여 최종 형태를 만든다.
덜 알려진 다른 제조 방법은 구리나 동을 주성분으로 제조하는 경우로 녹인 쇳물을 모래로 만든 기둥의 주형틀에 부어 성형한다. 이 제조법은 강철이나 스테인레스를 주성분으로 제조하는 것보다는 덜 알려져 있지만, 강철이 녹이 슬고 스테인레스가 미끄러운 반면, 구리를 주성분으로 한 불은 녹술지 않고 덜 미끄러워서 강철의 편안함과 스테인레스의 장점을 갖는다고 말할 수 있다. 이는 불리오네즈 경기용 불에 속을 채우지 않고 만드는 방식과 동일한 방식으로, 페탕크에서는 속을 채우는 것을 금지하고 있다.

### 레저용 불
레저활동으로 페탕크를 즐기는 사람들을 위한 불은 보통 무게와 크기를 한 가지로 제작하며, 나이와 성별을 구분하지 않고 사용할 수 있다.
무게는 600g에서 800g까지이고, 제작 방법은 규칙 NF S 52-200로 규정하고 있다.
레저용 불은 경기에서는 사용이 금지되어 있다.

### 경기용 불
경기용 불은 FIPJP에 의해 공인을 받아야 하며, 다음의 특성을 갖추어야 한다.
∎금속으로 만든다.
∎지름이 7.05cm에서 8cm까지이다(11세 이하의 청소년 경기에서는 6.5cm에서 8cm까지이다).
∎무게가 650g에서 800g까지이다(11세 이하의 청소년 특별경기에서는 600g에서 800g까지이다).
∎제조사 마크와 무게를 기록한 숫자는 불에 새길 수 있으며, 이를 읽을 수 있는 상태여야 한다.
∎불의 속은 불리오네즈 경기용 불과는 달리 속이 비어 있어야 하며, 모래로 속을 채우면 안된다
선수의 이름이나 예명 또는 약어는 불에 새길 수 있다.

### 불의 선택
불 지름의 크기는 (적절하게 쥐기 위해) 보통 손의 크기에 따른다. 다시 말해 불의 지름이 불의 움직임에 지대한 영향을 준다는 뜻으로, 선수에 따라 선택할 수 있다.
∎뿌엥 선수는 지름이 작은 불을 선택하는 편으로, 작은 불이 뿌엥에 이점이 있다(따라서 선택 가능한 최대 크기를 사용하며, 땅의 요철에 따라 불이 굴러가는 데 덜 영향을 받게 만들고 또 구르는 거리를 줄인다).
∎띠르 선수는 지름이 더 큰 불을 선택하는 편으로, 큰 불이 띠르에 이점이 있다(상위 크기의 불 중에서 선택하여 목표로 하는 불을 쳐낼 기회를 더 많이 확보한다).
∎중간 선수는 자신의 손 크기에 해당하는 지름의 불을 선택하는 편으로, 가장 적절한 타협점을 얻어야 한다.
불의 무게는 선수의 역할과 크게 관계되어 있다.
∎뿌엥 선수는 “무거운” 불을 선택하며, 보통 적어도 710g을 선택한다(이유는 지름의 크기와 동일하다).
∎띠르 선수는 “가벼운” 불을 선택하며, 보통 최대 690g을 선택한다(이렇게 하면 더 적은 힘을 사용할 수 있다).
∎중간 선수는 중간의 무게를 선택하며, 보통 690g에서 710g까지를 선택하며, 알맞은 타협점을 얻고자 한다.
불의 강도도 불의 움직임에 영향을 주며, 띠르보다 뿌엥에 더 영향을 준다. 불의 강도가 낮을수록 충격을 잘 흡수하며(분산시켜), 다음과 같이 선수에게 유리하게 작용한다.
∎뿌엥에서 불이 땅에 충돌하는 순간 불의 움직임이 더 좋다.
∎띠르에서 까로가 더 잘 이루어지고 (뒤로 밀리는 경우가 드물어진다)
전통적으로 강도는 세 가지로 구분한다.
∎단단한 불
∎반 무른 불
∎무른 불
단단한 불은 여러 해 보관이 가능하다. 반면, 반 무른 불과 무른 불은 충격마다 손상을 입어 그렇지 못하다. 보통 무른 불은 일반적인 사용조건에서는 한 시즌 정도 그 강도가 유지된다.
몇몇 제조업체는 이와 다른 단계의 구분도 제안하고 있다.
∎아주 무른 불
∎불+ : 아주 무른 불의 특성을 갖지만, 반 무른 불과 동일한 마모 수준을 갖는 불
∎불의 온도가 높아질수록 더 손에 잘 붙는 불

불에 줄무늬를 새기는 것은 기호의 문제로, 줄을 새긴 불은 손에서 더 많이 마찰을 일으킨다.

불의 가격도 선택의 기준이 된다. 레저용 불은 부담이 크지 않는 선이라고 하지만 경기용 불은 250유로에 이른다. 50유로에서 150유로 사이의 예산(희망하는 사용 기간에 따라서는)이면 아주 좋은 경기용 불을 구입할 수 있다. 최고가의 불은 녹슬지 않는 강철을 사용하거나 수제로 제작함으로 인해 생긴다.
끝으로 위에서 제시한 불의 형태에 근거하여 제조사를 선택하면 된다. 물론 개인적인 관계에 따라 선택할 수도 있다.

### 뷧
회양목으로 만든 뷧이 페탕크 선수들이 선호하는 뷧인 이유는 가장 무겁기 때문이다. 이 뷧을 선택하면,
∎뷧의 투구를 더 잘 조정할 수 있다.
∎멘느 진행 중 뷧을 쳐내기 할 때 뷧의 움직임을 더 잘 예상할 수 있으며, 가벼운 나무로 만든 뷧보다 덜 혼돈을 가져올 수 있다.
뷧에는 색을 칠하여 구분이 더 잘 될 수 있게 할 수 있다. 이미 색을 칠해 판매하는 뷧은 회양목으로 만든 경우일 가능성이 낮다.

## 경기규칙
페탕크 경기의 목표는 자신의 불을 상대방의 불보다 뷧에 더 가까이 위치시켜 점수를 내는 것이다.

### 팀 구성
페탕크의 경기 구성에는 3인조(3대 3, 트리플렛), 2인조(2대 2, 두블렛), 개인경기(1대 1, 떼따뗏)의 세 가지가 있다. 다른 경기 방식은 공식 규정에는 금지되어 있다. 3인조에서는 선수마다 2개의 불을 사용하고, 다른 두 방식에서는 3개의 불을 사용한다.

### 투구거리
성인부의 경우에는 뷧을 6m에서 10m까지의 거리에 던져 놓고 경기한다. 멘느가 진행 중일 때는 뷧은 적어도 3m, 또는 최대 20m 거리에 있어야 한다.

### 경기 구역
페탕크는 모든 종류의 땅에서 진행할 수 있다. 시합의 경우에는 대부분 “경기 구역”(하나의 경기가 진행되는 구역)은 선으로 구획되어 있다. 공식 규정으로는 길이가 15m, 폭이 4m로 규정되어 있으며, 최소한 12m*3m이다.

### 서클
경기 구역 바닥에 그려놓는 원으로 선수가 투구하기 위해 위치하는 곳이다. 지름은 35cm에서 50cm까지이다. 제작한 서클을 사용하기도 하며, 어떤 장애물이나 경기 제한 구역으로부터 최소한 1m 거리에 있어야 한다.

### 경기의 시작
제비뽑기에서 선정된 팀이 서클을 경기 구역에 그려 놓고, 뷧을 던진다. 던진 뷧이 유효하려면 서클에서 6m에서 10m 거리에 있어야 하며, 서클에서 뷧까지의 사이에 장애물이 없고 뷧이 보이는 상태여야 하고, 어떤 장애물이나 경기 제한 구역으로부터 최소한 1m 거리에 있어야 한다. 뷧을 던진 선수가 첫 번째 불을 투구해야 하는 것은 아니다. 다음 멘느에서는 직전 멘느에서 점수를 얻은 팀이, 또는 멘느가 무효화 된 경우에는 직전 멘느에서 뷧을 던진 팀이 뷧을 던진다. 이때 서클은 직전 멘느가 종료될 때 뷧이 놓였던 위치의 둘레에 놓고 뷧을 던진다. 뷧이 무효화 된 경우에는, 다음의 경우를 제외하고는, 뷧이 멈춘 위치를 고려하여 투구 위치를 정한다.
∎서클은 장애물로부터 최소한 1m 거리에 있어야 한다. 이 경우 서클은 구획된 경기 제한 구역에서 가장 가까운 곳에 그려야 한다.
∎뷧을 던질 수 있는 거리가 모든 거리 규정상 가능해야 한다. 예를 들어 길이가 12m인 경기 구역의 한가운데에 뷧이 놓여 있으면 이곳에 서클을 놓고 뷧을 6m에 던져 놓을 수 없다. 이런 상황에서는 서클을 규정을 준수하여 뷧을 던질 수 있는 곳까지 물려 놓는다(직전 멘느의 경기진행 방향을 지킨다).
2017년 이전에는 뷧의 투구가 올바르지 않을 때는 같은 선수, 또는 같은 팀의 선수가 다시 투구하도록 하였다. 그렇지만 세 번 투구했는데도 뷧이 위에서 언급한 규정 조건에 맞지 않을 때는 상대팀에게 동일하게 세 번의 투구 기회를 주는 방식으로 진행했다. 그렇지만 첫 번째 불을 던지는 우선권은 어떤 경우에도 직전 멘느에서 점수를 기록한 팀에게 있었다.
그러나 2017년 이후에는 뷧의 투구가 올바르지 않을 때는 상대 팀의 선수가 손으로 뷧을 집어 옮겨 놓도록 하였다. 물론 첫 번째 불을 던지는 우선권은 여전히 제비뽑기에서 선정된 팀이나 직전 멘느에서 이긴 팀에게 있다.

### 경기 진행과 “멘느(라운드)”
자신의 불을 상대 팀의 불보다 뷧에 더 가까이 놓지 못한 팀은 던질 불이 남아 있는 한 불을 계속 던진다. 첫 번째 불이 경기 제한 구역 밖으로 나가는 경우는 이어서 상대 팀이 불을 던지며, 계속 허용된 구역에 불이 있지 않으면 교대로 불을 던진다. 이때 허용된 곳에 불이 놓였다면 상대팀이 불이 있으면 불을 던진다.

### 불의 무효화
경기 제한 구역을 벗어난 불은 모두 무효이다. 만일 나간 불이 다시 경기 구역 안으로 들어오면 즉시 경기 구역에서 제거하고, 들어오면서 움직여 놓은 것들은 모두 원위치로 옮겨 놓는다. 뷧을 던진 곳인 서클이 아닌 다른 서클에서 던진 불도 모두 동일하다.
그렇지만 던진 불이 유효하다고 선언할 수 있는 어드밴티지를 상대팀에게 준다. 그렇게 선언하면 뿌엥한 불이나 띠르한 불은 유효하며, 이에 의해 이동한 것들도 모두 유효하다.

### 점수 계산과 “멘느(라운드)”
불을 모두 투구하면 뷧에 가장 가까이 불을 투구해 놓은 팀이 상대 팀보다 뷧에 더 가까이 놓인 자신의 불의 수를 계산하고 상대가 동의하면 그만큼 점수를 부여한다.
이렇게 양 팀이 자신의 불을 모두 던지고 점수를 계산하여 부여한 경우를 “멘느(라운드”라고 한다. 이어 양 팀은 새로운 멘느를 시작하며, 점수를 누적하여 총 13점을 얻음 팀이 승리한다.

### 방해받은 뷧과 불
뷧이나 불이 관중이나 심판에 의해 멈춘 경우는 멈춘 곳에 그대로 둔다.
어떤 불이든 같은 팀의 동료선수에 의해 멈춘 불은 무효화 되고 경기에 패하게 된다.
어떤 불이든 상대 팀의 선수에 의해 투구 되거나 이동되거나 멈춘 모든 불은 선수의 선택에 따라 다시 투구하거나(직전에 투구 된 불인 경우에만), 멈춘 지점에 그대로 두거나, 또는 서클부터(멈춘 불인 경우는 그 불로부터) 불이 놓인 자리까지의 직선상 어디에나 옮겨 놓을 수 있다.
만일 이동하던 뷧이 선수에 의해 멈추면 상대 팀은 뷧을 이 새로운 위치에 놓거나, 원래 있던 장소로 옮겨 놓거나, 원래 있던 장소에서 새로운 이동 장소를 잇는 직선상의 한 곳에 놓거나, 아니면 뷧을 무효화 할 것을 요구할 수 있다.
뷧이나 불이 우연히 움직이면(바람이 의하거나, 선수, 심판, 관중 등에 의해 우연히), 그것은 원위치로 옮겨 놓는다. 여기서 지적해야 할 점은 선수가 거리를 측정하면서 불이나 뷧을 밀친 경우 밀린 물체는 원위치로 옮기고, 그 선수의 측정은 무효화 한다.

### 특정 사항
두 개의 불이 뷧으로부터 같은 거리에 놓여 있고 멘느가 종료되면 그 멘느는 무효화 된다.
두 개의 불이 뷧으로부터 같은 거리에 놓여 있고, 두 팀이 모두 던질 불이 있으면 마지막에 투구한 팀이 먼저 투구하고 이어 상대 팀이 투구하는 방식으로 던진 불 중의 하나가 승리할 때까지 교차해서 투구한다.
멘느 진행 중에 불이 허용된 경기 구역에 하나도 존재하지 않게 되면(예를 들면 첫 번째 불을 띠르 하는 경우 가능한 현상임), 마지막에 투구한 팀이 먼저 투구하고 이어 상대 팀이 투구하는 방식으로 던진 불 중의 하나가 리드할 때까지 교차해서 투구한다. 만일 멘느 종료 시에 허용된 경기 구역에 어떤 불도 존재하지 않으면 그 멘느는 무효화 된다.

### 경기 종료
멘느를 진행하여 한 팀이 총 13점을 얻으면 경기가 종료되며, 예선전의 경우는 상황에 따라 11점으로 종료할 수 있다. 2007년까지 세계선수권대회는 15점으로 운영되었다.

### 뷧의 무효화
다음 경우 뷧은 무효화 된다.
∎허용된 경기 구역 밖으로 나간 뷧(보통 띠르에 의해 발생함), 반발력에 의해 다시 경기 구역으로 들어와도 그 뷧은 무효이다.
∎서클로부터 3m와 20m라는 거리 제한 규정을 지키지 못한 뷧.
∎불로 인해 가려진 경우를 제외하고 (나무나 풀 등으로 인해) 서클에서 보이지 않는 뷧.
∎물구덩이에 떠 있는 뷧.
∎끝으로, 경기 제한 구역이 뷧과 서클 사이에 있게 되는 경우의 뷧.
유념해야 하는 사항은, 처음 뷧을 투구할 때는 모든 장애물로부터 그리고 모든 경기 제한 구역 중 가장 가까운 곳으로부터 적어도 1m 거리에 놓여 있어야 한다. 그렇지만 이 제한 사항도 멘느 진행 중에는 뷧이 경기 제한 구역으로 이동하지 않아 계속 경기를 진행할 수 있다면 적용하지 않는다.
뷧이 무효화 되면 두 가지 경우로 처리한다. 양 팀 모두 던질 불을 가지고 있으면 멘느는 무효화 되고, 한 팀만 던질 불을 가지고 있으면 남은 불의 수만큼 점수를 얻는다.
경기 규칙은 세계협회가 산하 협회에서 적용하도록 규정하여 출간하였다. 구체적인 경기 운영규칙은 이 규정에 따라 대회 운영 측이 결정한다.

## 전략
페탕크 경기에서 팀은 다음 같이 구성한다.
∎3인조 트리플렛 경기에서는 뿌엥 선수, 띠르 선수와 중간 선수
∎2인조 두블렛 경기에서는 뿌엥 선수와 띠르 선수
∎1인조 떼따뗏 경기에서는 한 명의 완벽한 선수
이러한 역할은 신성불가침한 것이 아니다. 경기 중 선수가 컨디션이 좋지 않을 때은 그 “구성”을 변경할 수 있다.
일반적으로 불을 뿌엥해야 하는 경우 뿌엥 선수가 투구하고, 뿌엥 선수가 투구할 불이 없어 투구할 수 없으면 중간 선수가 투구하고, 중간 선수도 불이 없으면 띠르 선수가 투구한다. 불을 띠를 해야 하는 경우는 그 역순으로 진행한다. 몇몇 (아주 드문) 경우지만 전술적인 이유로 이런 순서를 따르지 않기도 있다.
뿌엥에서, 뷧 앞쪽에 놓인 불은 뷧의 뒤쪽으로 같은 거리에 있는 불보다 더 가치가 있다. 이유는 다음과 같다.
∎뷧 앞쪽의 불은 상대의 투구를 방해하여 종종 이 불을 움직여 그 불의 위치를 더 좋게 만들 수 있다.
∎뷧 앞쪽의 불은 뒤이어 자신의 팀 동료가 이 불을 움직여 그 불의 위치를 더 좋게 만들 수 있다.
∎뷧의 뒤쪽에 놓인 불은 상대에게 ‘불 앞의 불’(용어집 참고)을 만들 기회를 줄 수 있다.
따라서 뷧의 앞에 놓여 있는 불을 ‘황금불(boule d’argent)이라고도 하며, 뷧의 뒤쪽에 있는 불보다 더 귀중하게 여는 경향이 있다. 보통 뷧의 앞쪽 50cm (참고로 경기 구역의 특성에 따라 다름)이내에 붙여놓은 불을 잘 투구한 불로 취급한다.

몇몇 경우, 뿌엥 선수는 불을 뷧에 가장 가까이 뿌엥하지 않고 다음과 같이 다른 방식으로 투구할 수 있다.
∎불을 상대방 불의 ‘반발’ 위치에 위치시키려고 할 수 있다(다시 말해 상대방 불의 앞쪽 가까이에 놓아 이를 띠르하는 경우 뒤의 자신의 불을 위험에 빠뜨리게 만들 수 있다).
∎자신의 불을 뷧에서 어느 정도 떨어진 곳에 위치시킬 수 있다. 이런 전술은 상대 팀이 자신의 팀만큼 까로를 잘 수행하는 경우 적용이 가능하다(따라서 상위급 경기에서는, 반대로 상대가 띠르는 잘 하는데 까로는 잘 하지 못하는 경우 상대 팀의 띠르 선수를 지치게 하거나 아니면 적어도 띠르 선수의 불을 제거한다는 의미에서 뿌엥을 하는 걸 선택하기도 한다). 이때 까로는 더 이상 플러스로서의 가치를 지니지 못하게 되며, 상대 팀이 뿌엥을 선택하면 뒤이어 띠르를 하여 점수를 낼 수 있다.
경기의 단계마다 불을 투구한 후에 뿌엥을 성공하지 못한 팀은 이어서 띠르 하는 것이 더 좋은지 아니면 뿌엥을 하는 것이 더 좋은지를 결정해야 한다. 또한 상황이 절망적이면, 멘느를 무효화 하기 위해 뷧을 쳐내려고 할 수도 있다. 이때 결정에 고려해야 하는 요소는 다음과 같다.
∎상대 불과 뷧과의 근접성
∎경기장의 난이도(자갈이 많은 경기장보다 잘 다듬어진 경기장에서 뿌엥에 성공하기가 더 어렵다)
∎앞뒤로 나란히 놓인 불의 상태나 띠르의 난이도(불 뒤의 불, 또는 서로 붙어 있는 불 등을 띠르하는 경우)
∎각 팀에게 남아 있는 불의 수와 현재 “점수를 내고 있는”(잘 놓여 있는) 불의 수. 이 요소를 잘못 판단하면 팀의 점수 상황이 역전될 수 있다(‘뒤치기 당한다’라고 표현하기도 한다_어휘목록 참고).
뷧을 던지는 것도 무시할 수 없는 요소이다. 여기서는 두 가지 측면을 최대로 잘 활용해야 한다.
∎거리 : 보통 띠르 선수(3인조인 경우 2명)의 능력에 따라 거리를 선택하여 투구하지만, 보통
∎상대 팀의 띠르 선수가 편안함을 느끼지 못하는 거리에 투구한다.
∎6m 거리와 10m 거리를 교대로 선택하여 던져 놓아, 어떤 거리에서나 띠르를 잘 수행하는
상대 팀의 띠르 선수를 “교란하는” 방식으로 투구한다.
∎자신의 팀 선수들을 불리하게 하지 않은 거리에 투구한다.
∎방향 (그리고 거리) : 다른 뿌엥 선수들(3인조인 경우 2명)의 능력에 따라 방향을 선택하여 투구만, 보통
∎왼손잡이냐 오른손잡이냐에 따라 뿌엥을 수행하기가 어려운 지점들이 있다.
∎뿌엥 선수가 가장 잘 수행하는 투구하기 좋은 착지점을 확보하기 위해 경기 진행을 뿌엥선수에 우선권을
주도록 노력한다.
∎자신의 팀이 상대보다 더 잘 뿌엥 할 수 있을 것으로 보이는 거리를 유지한다.

∎경기 구역이 제한되어 있지 않은 경우는 “경기 지역을 바꾸어”, 뷧을 경기 시작 때부터 사용해 오던 장소가 아니라 다른 장소로 뷧을 던진다. 흔히 상대 팀이 경기를 압도하는 때는 뷧에 위치 표시를 하고 뷧을 들어 “경기 지역을 바꾸고”, 진행 중인 경기를 다시 진행한다. 때때로 원하는 경기 구역을 찾아내기까지는 몇 회 정도의 멘느를 진행해 볼 필요하기도 하다(서클은 직전 멘느 종료 시 뷧이 놓여 있던 곳의 둘레에 그려야 한다는 점을 기억해야 한다).
또 팀의 마지막 불로는 쳐내기를 하지 않는 경향이 있다. 이 경우에는 상대에게 더 많은 점수를 주지 않도록 최대한 뷧에 가까이 투구해서 실점을 최소화하는 것을 최고의 전략으로는 여기기도 한다. 이상의 내용은 기본 원리일 뿐이다. 자기 팀의 선수의 능력과 상대팀의 선수 능력, 경기 구역의 특성 등에 따라 충분히 다른 선택이 가능하기 때문이다.
특히 정상급 수준의 경기에서 각 멘느는 거의 10m 거리에서 진행되며, 특히 이 거리에서는 띠르가 종종 위에서 설명한 바와 다른 결과가 나타나기도 한다.

## 기술

### 투구방식
∎붙이기와 쳐내기
일반적으로 선수는 다음의 두 가지를 목표로 자신의 불을 투구한다.
∎원하는 위치, 보통은 가능한 한 뷧에 가장 가까이에 던져 놓는다. 이를 ‘붙이기(뿌엥)’라고 한다. 점수를 내는 기본 투구이다.
∎보통 점수를 내고 있는 상대방의 불을 직접 쳐내어 뷧으로부터 멀어지게 한다. 이를 ‘쳐내기(띠르)’라고 한다.
가장 훌륭한 쳐내기가 바로 ‘까로carreau’이다. 까로는 상대방의 불을 쳐내고 자신의 불을 그 자리에 대치시키는 기술이다.
팀 선수 중 쳐내기에 특화된 선수를 ‘띠레르(쳐내기 전문선수)’라고 부르며, ‘뿌엥떼르(붙이기 전문선수)’라고 부른다. 전략의 측면에서 볼 때 첫 번째 불은 뿌엥떼르가 붙이기 방식으로 투구하고, 이어 상대방이 불을 잘 붙여놓으면 띠레르가 쳐내기로 상대 불을 쳐내어 리드 상태를 유지하려고 한다. 붙이기 방식의 투구가 점수를 내는 승점 투구이다. 그러나 최상급 경기에는 보통 쳐내기 선수가 이를 쳐냄으로써 경기를 주도하는 경향이 강하다.
∎착지점
붙이기에서, 던져진 불이 바닥에 떨어져 목표 지점까지 굴러가는 경우, 불의 흐름은 경기장의 특성에 결정적인 영향을 받는다. 따라서 선수는 불의 세기와 높낮이를 조절하여 가장 알맞은 곳에 불을 떨어뜨린 후에 목표 지점까지 굴러가서 정지할 수 있도록 투구한다. 선수들은 제반 요소를 반영하여 투구하되 일반적으로 다음 세 가지 형태로 투구한다.
-중간지점 착지(드미 뽀르떼 demi-portée) : 뷧까지의 거리의 절반 정도를 굴러가도록 불을 투구하는 방식으로, 바닥이 매우 일정하고 잘 구르는 성질을 띠는 경우에 사용한다. 8m 정도의 거리라면 약 5~6m 거리에 착지하도록 투구하고 불의 세기를 조절하여 나머지 3~4m를 굴러갈 수 있게 한다.
-뷧에 가까이 착지(뽀르떼 portée) : 불을 뷧의 2~3m 거리에 떨어뜨려 착지 후에 구르는 거리를 짧게 하는 투구 방식으로, 지면이 자갈 등으로 만들어져 불의 흐름에 영향이 큰 경기장에서 그 저항을 최소화하거나 방향에 변화가 오지 않도록 투구하는 경우에 사용한다.
-수직 낙하 투구(쁠롱베 plombé) : 불을 높게 그리고 뷧에 아주 가까이 투구하여 수직 낙하가 되도록 하여 착지 후에 이동이 거의 없게 투구하는 경우이다. 예로 상대방이나 자기 팀의 불들이 뷧 앞에 놓여 있어 장애물로 작용하는 경우 이를 건너뛰어 투구하여 붙이기를 하는 경우 사용하는 유용한 투구 방식이다.
∎포물선
날아가는 불이 그리는 포물선 개념을 잘 이해하며 투구하는 것이 무엇보다 중요하다. 다시 말해 불의 높이를 능숙하게 조절하여 상황에 맞게 높거나 낮게 투구할 수 있는 능력을 갖추어야 한다. 즉, 일반적으로 멀리 던지는 경우 불의 세기는 팔의 회전이 커짐과 동시에 강해지고 착지 후에 구르는 거리가 는다. 따라서 이를 조절하기 위해 불을 높게 투구할 수 있다. 즉 포물선의 각도가 거의 직각이 되어 떨어지게 높게 투구하여 떨어지는 불의 각도로 인해 착지 후에 불이 길게 구르지 않도록 투구해야 한다. 따라서 선수는 경기장의 특성을 고려하여 적절한 형태로 투구할 수 있도록 거리와 높낮이를 자유롭게 조절할 수 있는 능력을 갖추는 것이 매우 중요하다.

### 투구자세
∎투구자세 : 페탕크는 일반적으로 투구 지점인 서클에 두 발을 딛고 서서 투구한다. 그러나 거리가 6~7m 정도로 짧은 경우 서서 던지기 위해서는 자세를 상당히 낮추어야 한다. 따라서 투구의 정확성과 안정성을 유지하기 위해 앉은 자세로 투구할 수 있다. 앉은 자세는 양발을 다소 사이를 떼어 놓고, 발꿈치를 살짝 든 상태로 엉덩이를 내리고 상체를 바로 세워 투구한다. 그러나 거리가 먼 경우에는 서서 던져야만 적은 힘을 사용해서 투구할 수 있다.

## 세계 페탕크 선수권 대회
세계페탕크협회(FIPJP)에서 운영하는 세계선수권대회는 다음의 종목별로 격년제로 운영한다. 짝수 연도에는 남성3인조대회, 홀수 연도에는 여성과 주니어 3인조대회와 2인조 및 개인 경기가 개최된다. 2020년 ‘제49회 세계남성3인조 선수권대회’는 코로나19 사태로 연기되어 2021년 7월 스위스 로잔에서 개최된다. ‘제17회 세계여성 및 주니어3인조 선수권대회’는 2019년 캄보디아의 프놈펜에서 성황리에 개최되었고, 2019년 세계2인조 및 개인선수권대회는 스페인 말메리아에서 개최되었다. 그리고 띠르 기술을 겨루는 ‘띠르대회’는 국가대표 개인전으로 치르며, 선수대회마다 별도 별도 분야로 추가 운영하고 있다. 개최 예정 대회와 기존 대회의 결과는 세계협회 사이트에 게시하고 있다.
∎여성 개인선수권, 남성 개인선수권
∎여성 2인조선수권, 남성 2인조선수권
∎주니어 3인조선수권, 여성 3인조선수권, 남성 3인조선수권

### 지역 연맹 및 국가별 페탕크 선수권 대회
세계협회 산하의 5개 대륙별 연맹은 각각 연맹대회를 매년 또는 격년제로 개최하고 있으며, 세계대회 참가권을 배정하는 경기를 겸하기도 한다. 지역별 연맹은 다음과 같다.
∎유럽 페탕크연맹
∎아프리카 페탕크연맹
∎아시아 페탕크연맹
∎아메리카 페탕크연맹
∎오세아니아 페탕크연맹

### 기타 대회와 행사
페탕크 관련 방송이나 용품 제조회사, 또 관련 지역기관 등이 운영하는 다양한 형태의 대회가 연중 진행되어 세계 페탕크 동호자들에게 즐거움을 제공하고 있다. 가장 많이 알려진 대회는 마르셍유에서 개최되는 ‘마르세이유 페탕크 몽디알’로 매년 수천명의 아마추어와 최상급선수들이 참여하고 있다. 중요 대회는 다음과 같다.
∎페탕크 유로컵
∎마르세이유 페탕크 몽디알
∎페탕크 마스터즈
∎레킵프 트로피

## 등록회원의 수
| 순위 | 국가     | 등록회원 수 |
| 1    | 프랑스   | 313,985     |
| 2    | 태국     | 40,000      |
| 3    | 스페인   | 29,787      |
| 4    | 네덜란드 | 18,254      |
| 5    | 독일     | 15,284      |
| 6    | 벨기에   | 14,122      |
| 7    | 알제리   | 13,272      |
| 8    | 모로코   | 11,121      |
| 9    | 일본     | 10,000      |
| 10   | 스웨덴   | 6,391       |

자료출처 : 2010년 1월 1일, https://web.archive.org/web/20120731015832/http://www.fipjp.com/fr/statistiques

## 전문 용어
페탕크가 프랑스를 중심으로 발전하고 세계로 확산됨에 따라 도구와 경기장, 전술과 전략, 투구 자세와 방법 그리고 선수나 불의 움직이나 양태에 대한 용어들이 소개되고 사용되고 있다.더불어 영어의 확산으로 우리나라에서는 영어표현이 더 쉽게 이해되고 사용되는 경향이 있다. 따라서 초보자들이 더 빨리 이해하면서도 프랑스어의 맛을 잃지 않도록 용어를 선택하면 좋겠다. 예를 들어 띠르/띠레, 뿌엥/뿌엥떼 사이의 선택에서부터 이의 영어 표현인 포인트와 슈팅, 한국어 번역 표현인 붙이기와 쳐내기 사이의 선택이 그것이다.
∎불 : 페탕크에서 사용하는 쇠로 만든 공을 가리킨다. 불은 프랑스어로 공을 의미한다.
∎뷧 : 부숑, 코숑, 코쇼넷, 쁘띠, 영어로 잭jack이라고 부르며, 불을 던지는 목표 공을 말한다. 함. 부숑은 프로방살어 부슝bouchoun이라는 말에서 나온 표현으로 “작은 공”을 뜻한다.
∎뿌엥(붙이기) : point/pointer
①가능한 한 뷧에 가장 가까이 불을 투구하는 것을 뜻하며, 뿌엥하는 동작을 가리킬 때는 뿌엥떼라고 한다. 영어로는 포인트라고 한다.
②프랑스어에서는 점수 즉 포인트를 가리키기도 한다.
∎띠르(쳐내기) : tir/tirer. 상대방의 불을 쳐서 몰아내는 것을 뜻한다. 자신의 불이 상대방의 불이 있던 곳에 남기는 띠르를 까로라고 한다. 영어로는 슈팅이라고 한다.
∎앞서다, 리드하다 : 상대방의 불보다 뷧에 더 가까이(더 잘) 던져 놓은 불을 가리키며, 점수를 낵 있는 상황이다.
∎비브롱 : 떼따르(têtard, 올챙이), 또는 부쇼네(bouchonner, 병마개로 막다)라고도 부른다. 비브롱biberon은 우유병을 뜻하며, 뷧에 불을 붙여놓아 마치 우유병처럼 보이게 된 경우를 가리킨다.
∎불 앞의 불 : 드방드불(devant de boule). ‘황금의 불(boule d’argent)’이라고도 부르며, 상대방의 불 앞에 불을 투구하여 붙여놓은 불을 가리키며, 이 경우 띠르가 어렵게 되기 때문에 상대방을 방해하게 된다. 즉 띠르를 하면 대부분 앞에 놓여 있던 불은 그대로 있고 뒤에 놓여 있는 불이 이동하게 되기 때문이다,
∎착지점 : 돈네 donnée, 뿌엥할 때 불이 떨어지는 땅의 지점을 가리킨다. 바닥이 고르지 못한 어려운 땅에서는 착지점을 잘 찾는 것이 무엇보다 중요하다.
∎드미-뽀르떼 : demi-portée 불을 서클과 뷧 사이의 중간 정도 거리에 던져 뿌엥(붙이기) 하는 것을 가리킨다(이 거리는 땅의 성격과 날아가는 불의 높이에 따라 달라진다). 가장 널리 사용되고 있고 가장 수행하기 쉬운 뿌엥 형식이다.
∎뽀르떼(portée, porter), 뿔롱베(plombé, plomber), 날리기(envoi, envoyer) : 매우 높게 불을 던져 지면에 떨어진 후에 가능한 한 가장 적게 굴러가서 뿌엥이 이루어지게 하는 것을 가리킨다(불의 이동을 죽이다라고 표현하기도 한다). 이런 종류의 뿌엥은 아주 높은 수준의 기술습득이 필요하다. 불을 보내는 기술을 ‘날리기’라고 한다.
∎글리쎄(glisser) : 굴리기(룰레 rouler)라고도 하며, 불을 서클에 가까운 곳에 던져 불을 많이 굴려서 뿌엥을 시행하는 것이다. 경기장이 보통 매끄럽고, 불을 내리꽂아도 즉시 멈추지 않는 성질인 경기장에서 이점을 갖는다.
∎자연스러운 불 : 직선의 흐름을 갖는 좌우 회전이 없는 불
∎불에 저항을 주다 : 뿌엥 할 때 불에 역회전을 주어 (변화를 주지 않은) 자연스러운 불보다 덜 구르게 하는 것을 가리킨다. “팔목으로” 투구하는 이 기술은 뿌엥 선수가 습득해야 하는 기술로, 최고 뿌엥 선수는 불을 “고정”하여 불은 떨어지면 바로 정지하고 거의 이동하지 않게 할 수 있다.
∎불을 내리꽂다 : 불을 던져 매우 높은 각도로 땅을 떨어지게 하는 것을 가리킨다. 내리꽂는 불과 아닌 불의 차이는 드미-뽀르떼(절반 던져 붙이기)로 투구할 때 나타나서, 내리꽂는 불은 더 정상분포곡선을 그린다.
∎변화구, 회전 : 손가락의 움직임을 이용해 불에 회전 효과를 주어 투구하는 것이다. 상대의 불이 ‘정중앙’에 놓여 있는 경우, 다시 말해 불이 뷔까지의 길 한 가운데에 놓여 있을 때는 자신의 불에 회전 효과를 주어 그 옆으로 투구한 후에 뷧 쪽으로 다시 회전시켜 뿌엥한다. 그리고 경기장 바닥이 매우 까다로운(어려운) 상태이고 착지점을 찾기가 어려운 경우에는 불을 착지 후에 회전시켜 뿌엥하는 것이 필수적이다.
∎밀어 넣다 : 뷔의 앞쪽에 있지만, 점수를 내고 있지 못한 자기 팀의 불을 밀어 넣으려는 의도로 투구하는 것을 가리킨다. 이상적인 것은 움직인 불과 함께 자신의 불도 점수를 내는 상황이 되는 것이다. 특히 조준한 불은 놓치더라도 자신의 불만은 뿌엥이 되도록 힘을 잘 조절하는 것이 중요하다.
∎압박하다 : 뷧에 가장 가까이 있는 상대의 불을 띠르하지 못한 경우 남아 있는 불을 모두 뿌엥하여 상대를 압박하는 것을 말한다. 멘느를 잃는 것은 어쩔 수 없지만, 너무 많은 실점을 막아야 하는 경우 사용하는 전술을 가리킨다.
∎짧다, 길다 : 투구한 불이 뷧의 앞에 놓이되 상대방 불보다 더 멀면 짧다고 하고, 뷧보다 멀리 놓여지면 멀다고 표현한다.
∎자살 투구를 하다 : 점수를 추가할 수 있는 상황에서 실투하여 상대에게 점수를 주는 경우로, 보통 점수를 내고있는 자신의 첫 번째 불이나 불들을 쳐내거나, 상대의 불을 쳐서 점수를 내주는 것을 가리키며, 뿌엥과 띠르 모두에서 발생할 수 있다.
∎띠르 오 페르 : tirer au fer. 조준한 불을 직접 맞추는 투구를 가리킨다. 반면에 전방에 착지 후 굴러가서 맞추어 쳐내는 것은 ‘라플르rafle’라고 한다.
∎앞쪽 맞추기 : tirer devant. 조준한 불 앞 최대 30cm(참고로)에 불을 던지는 것. 경기장의 바닦이 불을 ‘튀어오르게’ 하지 않는 성격을 띤 경우, 다시 말해 불이 착지한 후에 튀어 오르지 않는 경우에 시행하는 것을 가리키며, 띠르 선수는 보통 불이 거의 튀어 오르지 않게 포물선이나 특수한 효과를 사용해서 투구한다.
∎띠르 라플르 : tirer à rafle. 띠르 오 페르와는 반대로 불을 굴려서 조준한 불과 부딪히게 하여 띠르하는 것을 가리킨다.
∎까로 : faire un carreau. 띠르 오 페르에서 사용하는 용어로 띠르에 사용한 불이 충돌하고 난 후에 충돌지점의 최대 반경 50cm 내에 머무르는 경우를 가리킨다. 세 가지 상황으로 나누어 특별 용어를 사용해 말한다.
∎완벽한 까로 또는 정지 : 정확하게 조준한 불의 자리에 멈추는 경우
∎전진 까로 : 조준한 불에 충돌한 후에 앞쪽으로 굴러간 경우
∎후진 까로(역방향 까로라고도 한다) : 조준한 불에 충돌한 후에 뒤쪽으로 굴러온 경우
충돌 자리에서 ‘회전하는 까로’의 경우도 틀림없이 멋진 까로의 하나이다.
∎뛰어넘어 띠르하기 : faire une sautée. 앞쪽으로 몇 cm 정도 떨어져 나란히 놓여 있는 불 중 뒤쪽의 불을 띠르하는 경우(앞쪽의 불을 건드리지 않는다)로 거리에 대한 정확성을 요구하는 띠르이다.
∎뽑아내다 : faire un choisi. 좌우로 나란히 있는 불 중 하나를 옆의 불을 건드리지 않고 쳐내는 것.
∎귀를 맞히다 : tirer aur l’oreille. 불의 측면을 맞혀 비스듬하게 이동시키는 띠르를 가리킨다.
∎반발 효과를 낳다 : avoir un contre. 알맞은 띠르를 성공했으나 맞은 불이나 또는 사용한 불이 자신의 팀의 다른 불을 다시 쳐내는 자살 투구를 가리킨다. 띠르를 수행할 때 반발 효과가 생길 수 있는 상황에 놓인 경우 ‘반발 효과 처지’에 있다고 말한다. 도리어 상대방의 불이 자기 팀의 불 자리를 차지하게 되는 경우 ‘완벽한 반발 효과’라고 말한다. 띠르 선수의 팀에게는 매우 나쁜 결과가 된다.
∎뷧을 쳐내다 : tirer le but. 종종 멘느의 진행이 잘 이루어지지 못한 경우 팀은 뷧을 쳐내 멘느를 무효화하려고 한다. 이때를 ‘뷧을 쳐내다’라고 한다.
∎문을 활짝 열어주다 : 상대가 띠르를 성공시키면 ‘대량득점’을 허용할 수 있는 상황을 만들어 버리는 자신의 불들에 대한 띠르를 가리킨다.
∎파니 : Fanny, faire fanny. 13:0으로 패한 경우를 가리킨다. 본래 이 경우 패자는 액자나 도자기 아니면 조각 등으로 만든 파니라고 이름이 붙은 여성의 엉덩이에 키스를 해야 했다. 최근에는 패자가 승자에게 한잔 내기를 했다.

## 같이 보기
- 불 (스포츠)
- 보치아
- 컬링
- 론볼

## 참고 자료
1. https://thisispetanque.com/what-is-petanque.html
2. The cochonnet is also sometimes called a bouchon (literally "little ball", from the Occitan bochon) or le petit ("the small one").
Giol, Charles (November 2011). "La pétanque". Historia.
3. Les Championnats du Monde de Pétanque  Archived 2012-12-15 at the Wayback Machine at the FIPJP web site.
4. History of the FIPJP Archived 2012-08-10 at the Wayback Machine at the FIPJP web site.
5. In 2002 the FIPJP began certifying non-wooden "synthetic" or "resin" jacks, and in 2013 began certifying synthetic jacks capable of being picked up by a magnet. In 2016, however, synthetic jacks were effectively outlawed because of their weight. For a review of the evolution of the rules governing the jack, see https://web.archive.org/web/20180622193406/https://petanquerules.wordpress.com/2015/02/15/evolution-of-the-jack/